# Isola di Coulman
L'isola di Coulman è un'isola ricoperta da una calotta glaciale e formata da vari vulcani a scudo. È situata nel mare di Ross al largo dell'Antartide. Culmina a 1998 m.
Scoperta nel 1841 da James Clark Ross, fu da esso battezzata così in onore del suo patrigno, Thomas Coulman.